# Sportima Arena

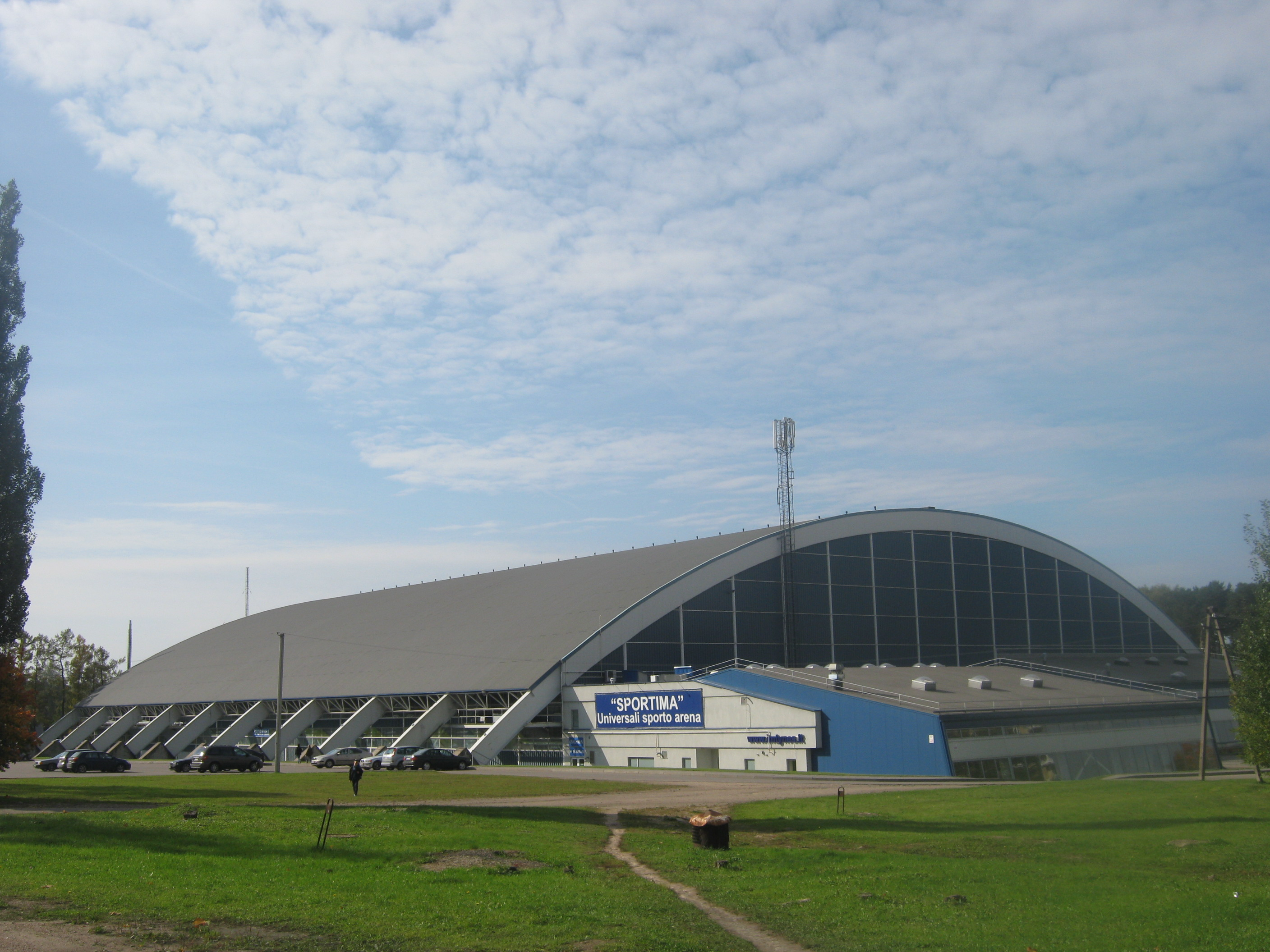
Arena

Die Sportima Arena ist eine Sportstätte im Stadtteil Viršuliškės der litauischen Hauptstadt Vilnius. Sie wird von der öffentlichen Anstalt Sportas ir poilsis (dt. 'Sport und Erholung') verwaltet. 
Der Hauptplatz (8000 m²) wird hauptsächlich für Fußball genutzt. Drei zusätzliche Hallen sind auch für sportliche Aktivitäten ausgestattet: Sporthalle für Ringen (559 m²), Turnhalle (382 m²) und Universalsaal (488 m²).

## Geschichte
1989 begann der Bau, das sowjetische Sportkomitee stellte 3 Millionen Rubel für den Bau in Sowjetlitauen bereit.
2001 wurde die Arena eröffnet. Der Bau wurde erst 2006 endlich fertig. 2006 wurde die Arena zum Sportbauwerk des Jahres gewählt. 
Hier fanden die Wettkämpfe bei Ringer-Europameisterschaften 2009,  Fußballwettbewerbe der baltischen Vereinsmannschaften (Baltic League 2007 und 2008) statt. 